# Hypocala andamana
Hypocala andamana là một loài bướm đêm trong họ Noctuidae.